# Douglas Wilmer
Douglas Wilmer, né le 8 janvier 1920 à Brentford et mort le 31 mars 2016 à Ipswich, est un acteur britannique.

## Biographie
Douglas Wilmer naît le 8 janvier 1920 à Londres. Il suit des études au Stonyhurst College puis entre à la Royal Academy of Dramatic Art mais doit la quitter car il est mobilisé durant la Seconde Guerre mondiale. Il reprend le métier d'acteur après-guerre et mène une longue carrière au cinéma et à la télévision. Son rôle le plus connu reste celui de Sherlock Holmes dans la série télévisée britannique des années 1960.

## Filmographie

### Cinéma
- 1954 : La Revanche de Robin des Bois (The Men of Sherwood Forest) : Sir Nigel Saltire
- 1955 : Richard III : Lord Dorset
- 1955 : The Right Person : M. Rasmusson
- 1956 : L'ennemi invisible (Passport to Treason) : Docteur Randolph
- 1956 : La Bataille du Rio de la Plata (The Battle of the River Plate) : M. Desmoulins
- 1960 : An Honourable Murder : R. Cassius
- 1961 : Le Cid (El Cid) : Moutamin
- 1963 : Cléopâtre (Cleopatra) : Decimus
- 1963 : Jason et les Argonautes (Jason and the Argonauts) : Pelias
- 1964 : La Chute de l'empire romain (The Fall of the Roman Empire) : Niger
- 1964 : Quand l'inspecteur s'emmêle (A Shot in the Dark) : Henri LaFarge
- 1973 : Le Voyage fantastique de Sinbad (The Golden Voyage of Sinbad) : le Vizir
- 1976 : The Incredible Sarah : Montigny
- 1978 : La Malédiction de la Panthère rose (Revenge of the Pink Panther) : le commissaire de police
- 1980 : Le lion sort ses griffes (Rough Cut) : Maxwell Levy
- 1983 : Octopussy : Jim Fanning
- 1984 : L'Épée du vaillant (Sword of the Valiant: The Legend of Sir Gawain and the Green Knight) : le chevalier noir

### Séries télévisées
- 1963 : rôle dans Le Saint : épisode 10 Les diamants bruts (saison 2)
- 1964-1965 : Sherlock Holmes, 13 épisodes BBC (cf Sherlock Holmes on screen de Alan Barnes, p.172 et suivantes, Sherlock Holmes à l'écran des Evadés de Dartmoor, p.40, 45, 52, 59, 90)
- 1974 : Cosmos 1999,1 épisode